# Фатьма-султан (дочь Селима I)
Фатьма́-султа́н (тур. Fatma Sultan), также Фатыма́-султа́н (тур. Fatıma Sultan; умерла в Стамбуле в 1553 году, после 1553 года, после 1555 года или в 1570 году) — дочь османского султана Селима I Явуза и, вероятно, Хафсы-султан; супруга великого визиря Кара Ахмеда-паши.

## Биография
В книге «Султанши этого имущества» в статье, посвящённой Фатьме-султан, турецкий историк Недждет Сакаоглу не приводит данных ни о месте, ни о дате рождения, ни о том, кто был матерью этой дочери Селима I. Однако в статье, посвящённой Хафсе-султан в той же книге, он пишет, что Хафса считается матерью Фатьмы и её сестры Хатидже. Турецкий историк Чагатай Улучай в книге «Жёны и дочери султанов» и османист Энтони Олдерсон «Структура Османской династии» также не указывают никаких данных о рождении Фатьмы, а также о том, кто был её матерью.
Сакаоглу пишет, что в первый раз Фатьма-султан была выдана замуж на общей свадьбе в 1524 или 1530 году за санджакбея Антальи Мустафу-пашу. Брак не был счастливым: Сакаоглу отмечает, что не выдержав половых пристрастий супруга — Мустафа-паша увлекался молоденькими мальчиками — а также пренебрежения к себе, она написала письмо отцу, в котором просила забрать её обратно в султанский дворец. Вероятно, Сакаоглу путает отца с братом Фатьмы, поскольку султан Селим I скончался ещё в 1520 году и во время описываемых событий на троне пребывал Сулейман I. В конечном итоге, Фатьма развелась с Мустафой-пашой. Улучай подтверждает версию Сакаоглу, также указывая, что Фатьма жаловалась на супруга отцу. Олдерсон же не указывает Мустафу-пашу среди мужей этой султанши.
В 1552 году Фатьма вышла замуж за Кара Ахмеда-пашу, занимавшего до 1553 года посты визирей и великого визиря с 1553 по 1555 год. В 1555 году Кара Ахмед-паша был казнён по приказу Сулеймана I. По одной из версий, причиной казни стал заговор Рустема-паши, Михримах-султан и Хюррем-султан: Рустем-паша обвинил Кара Ахмеда во взяточничестве и добился от Сулеймана I его казни, чтобы вернуть себе должность.
Сакаоглу пишет, что Фатьма-султан умерла либо за два года до казни Кара Ахмеда, либо прожила ещё 15 лет после неё. Олдресон указывает лишь, что Фатьма умерла после 1553 года. Улучай же не указывает никакой даты, однако приводит как версию Олдерсона, так и то, что Фатьма пережила второго мужа. Османский историк Сюрея Мехмед-бей в «Реестре Османов» указывает, что Фатьма скончалась в 1553 году. Сакаоглу пишет, что тело султанши было погребено на кладбище близ тюрбе, располагавшегося при мечети Кара Ахмеда-паши. Однако Сюрея пишет, что местом упокоения Фатьмы стало тюрбе на территории дворца Топкапы.
В пользу версии о том, что Фатьма пережила Кара Ахмеда, говорит предположение о её третьем браке: Фатьма вышла замуж за Хадым Ибрагима-пашу (умер в 1563), который был евнухом (отсюда и лакаб «Хадым» — от тур. Hadım — евнух). Сакаоглу и Улучай пишут, что по одной из версий, она выбрала себе в мужья евнуха в качестве «друга в мире ином». Олдерсон находит союз Фатимы-султан и Ибрагима-паши странным, поскольку для дочери султана такой брак был оскорбителен. Сакаоглу также предполагает, что это был фиктивный брак с целью, например, отправиться в хадж.
О наличии детей у Фатьмы никаких данных нет.
Согласно данным Чагатая Улучая, Фатьма была инициатором строительства мечети своего имени близ Топкапы.

## Киновоплощения
В турецком историко-драматическом телесериале «Великолепный век» Фатьма-султан появляется в 4 сезоне. Её роль исполнила турецкая актриса Мельтем Джумбул.